# Orth an der Donau
Orth an der Donau est une commune (Marktgemeinde) autrichienne du district de Gänserndorf en Basse-Autriche.

## Géographie

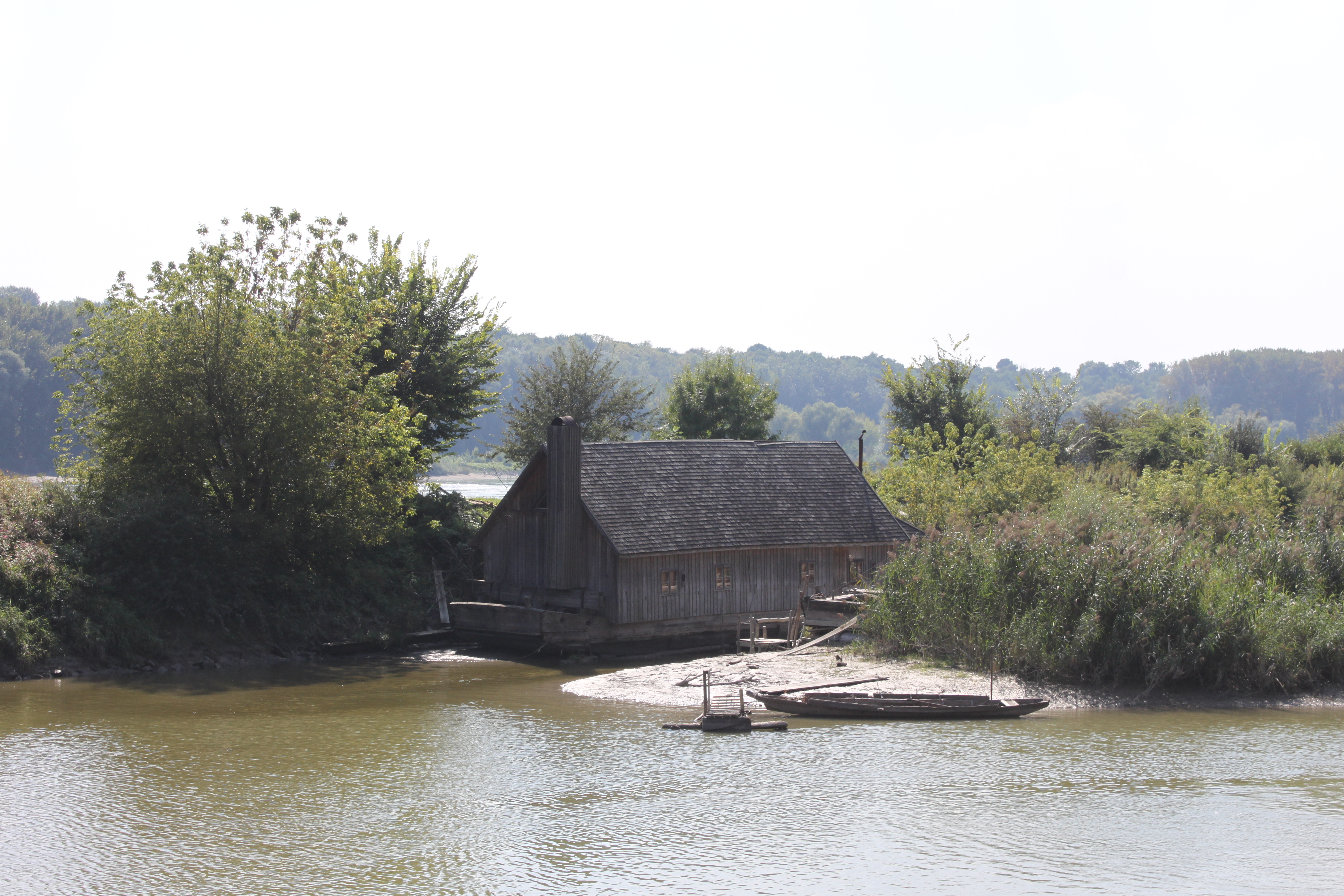
Un moulin flottant en milieu riverain.

Orth sur le Danube (Donau) se trouve dans la région de Weinviertel, la partie nord-est de la Basse-Autriche. La commune est située à la limite sud de la plaine de Marchfeld, à l'est de Vienne. 
Des deux côtés du territoire s'étend le parc national Danube-Auen. En été, un ferry réservé aux piétons et cyclistes assure le service à travers le Danube pour la commune de Haslau-Maria Ellend au sud.

## Histoire
Le château d'Orth, un Wasserburg de quatre tours fut mentionné pour la première fois en 1201. À cette époque, la forteresse était la propriété des seigneurs de Lengbach, des ministériels au service des ducs d'Autriche de la maison de Babenberg. Le plan carré du bâtiment présente une évidente ressemblance avec la plus ancienne aile de la Hofburg à Vienne (Schweizertrakt).
Au milieu du XVe siècle, Orth est le théâtre d'affrontements entre l'empereur Frédéric III de Habsbourg et son cousin Ladislas Ier soutenu par l'aristocratie autrichienne. En 1452, le château a été occupé par les nobles ; après la mort de Ladislas en 1457, il fut reconquis par les forces impériales. Durant le siège de Vienne en 1529, il fut dévasté par les troupes ottomanes. Le défenseur Nicolas de Salm (1459-1530) fit reconstruire l'ancien palais en style Renaissance.
Au début du XIXe siècle, Orth était l'une de nombreuses possessions du financier et mécène Moritz von Fries (1777-1826) qui était alors obligé de vendre le château à la maison de Habsbourg-Lorraine en 1824. Quelques décennies plus tard, le prince héritier Rodolphe d'Autriche y resta lors de ses parties de chasse. Depuis 2005, le bâtiment rénové abrite le centre d'accueil du parc national Danube-Auen.

## Jumelage
- Fehmarn (Allemagne)

## Personnalités
- Karl Schiske (1916-1969), compositeur et professeur de musique, grandit à Orth.